# Pomnik Wojciecha Bednarskiego w Krakowie
Pomnik Wojciecha Bednarskiego – pomnik znajdujący się w Krakowie, w parku im. Wojciecha Bednarskiego, w dzielnicy XIII Podgórze.

Pomnik odsłonięty został w 1937 roku, a wykonany został przez Stanisława Popławskiego z brązu w formie popiersia z wyrytym napisem:
WOJCIECHOWI BEDNARSKIEMU

1841-1914

ZASŁUŻONEMU OBYWATELOWI

PRZYJACIELOWI MŁODZIEŻY

ZAŁOŻYCIELOWI PARKU

ZARZĄD MIEJSKI W STOŁ. KROL.M. KRAKOWIE

R.P. 1937
Upamiętnia on Wojciecha Bednarskiego, polskiego pedagoga, radnego dawnego miasta Podgórza (obecnie dzielnicy miasta) i działacza społecznego.